# 이문태
이문태(1948년 ~ )는 대한민국의 방송인이다.

## 학력
- 동국대학교 사범대학 부속고등학교
- 서울대학교 사회복지학과 학사

## 경력
- KBS 예능본부 PD (1975년 입사)
- KBS TV제작본부 예능운영팀장 (차장급)
- KBS 예능본부 편성기획팀장 (국장급)
- KBS 예능본부 센터장 (본부장급)

## 대외 활동
- 하이서울페스티벌 총감독
- 제2대 서울시장애인재활협회 회장
- 한국디지털미디어산업협회 사무총장 (홍난파의 집 공동대표 겸임)
- 서울G20정상회의 문화행사 총감독
- 한국콘텐츠진흥원 비상임이사
- 전통공연예술진흥재단 이사장
- 한국IPTV방송협회 사무총장
- 평창장애인동계올림픽대회 개폐회식 총감독
- 공존을 위한 접근연대 대표
- 문화공연안전관리협회 회장